# Принц Фридрих Гомбургский
«Принц Фридрих Гомбургский, или Битва при Фербеллине» (нем. Prinz Friedrich von Homburg oder die Schlacht bei Fehrbellin) — историческая драма немецкого писателя Генриха фон Клейста, написанная в 1809/10 году и впервые поставленная на сцене в 1821 году, после смерти автора.

## Сюжет
Действие пьесы происходит в 1675 году в Бранденбурге. Её главный герой — принц Фридрих Гомбургский, генерал на службе курфюрста Фридриха Вильгельма, командующий кавалерией. Это мечтательный юноша, влюблённый в племянницу курфюрстины Наталию Оранскую. В сражении со шведами при Фербеллине принц должен стоять в стороне и вступить в схватку только по сигналу, но он нарушает приказ, и его смелая атака приносит бранденбуржцам победу. За нарушение дисциплины курфюрст приговаривает Гомбурга к смерти. Позже, после обращений Наталии, армейских офицеров и придворных, курфюрст отменяет свой приговор.
Реальные исторические события, которые легли в основу сюжета, подверглись существенным изменениям. В реальности Фридрих Гомбургский в 1675 году был уже зрелым мужчиной, одноногим инвалидом, женатым во второй раз (на племяннице курфюрста, а не его жены). При Фербеллине он возглавил разведывательный рейд и без приказа ввязался в бой, с которого и началось генеральное сражение. После победы курфюрст сказал принцу, что мог бы отдать его под суд, но ни суда, ни смертного приговора не было.

## Восприятие
По словам российского литературоведа А. Ерохина, в этой пьесе Клейт «пытается найти примирение между своеволием романтического героя и надличными военно-государственной и правовой традициями». Он оправдывает нарушение приказа главным героем, и в Пруссии, вынужденной подчиняться Наполеону после военного разгрома, это могло восприниматься как осуждение соглашательской политики двора и поощрение патриотической оппозиции.
Драматург в полной мере показывает в этой пьесе свою трактовку любви как болезненной страсти.
«Принц Фридрих Гомбургский» считается наиболее значительным литературным произведением, показывающим жизнь бранденбургского двора накануне возвышения Пруссии. По мотивам пьесы композитор Ханс Вернер Хенце написал оперу «Принц Гомбургский» (1860).